# فيكي روبن
فيكي روبن (بالإنجليزية: Vicki Robin)‏ هي كاتِبة أمريكية، ولدت في 6 يوليو 1945 في أوكمولغي في الولايات المتحدة.